# EBS 저녁뉴스
《EBS 저녁뉴스》(EBS EVENING NEWS)는 EBS 1TV에서 매주 평일 오후 6시 10분에 방송 중인 뉴스 프로그램이다.

## 방송 시간
| 방송 채널 | 방송 기간                         | 방송 시간                                                                     |
| --------- | --------------------------------- | ----------------------------------------------------------------------------- |
| EBS 1TV   | 1993년 3월 1일 ~ 1994년 2월 27일  | 매일 저녁 8시 35분 ~ 8시 40분 (5분)                                           |
| EBS 1TV   | 1994년 2월 28일 ~ 1995년 2월 26일 | 매일 밤 9시 40분 ~ 9시 50분 (10분)                                            |
| EBS 1TV   | 1995년 2월 27일 ~ 1996년 3월 3일  | 매일 저녁 7시 40분 ~ 7시 45분 (5분)                                           |
| EBS 1TV   | 1996년 3월 4일 ~ 1997년 3월 2일   | 매일 저녁 8시 50분 ~ 밤 9시 (10분)                                            |
| EBS 1TV   | 1999년 3월 1일 ~ 2000년 8월 27일  | 매일 저녁 8시 50분 ~ 밤 9시 (10분)                                            |
| EBS 1TV   | 1997년 3월 3일 ~ 1998년 2월 28일  | 매일 아침 9시 ~ 9시 5분 (5분) 매일 밤 8시 50분 ~ 밤 9시 (10분)                |
| EBS 1TV   | 1998년 3월 1일 ~ 1998년 8월 30일  | 평일 저녁 8시 50분 ~ 밤 9시 (10분) 주말 저녁 8시 30분 ~ 9시 (30분)            |
| EBS 1TV   | 1998년 8월 31일 ~ 1999년 2월 21일 | 매일 저녁 8시 50분 ~ 밤 9시 10분 (20분) 일요일 밤 9시 40분 ~ 10시 20분 (40분) |
| EBS 1TV   | 2000년 10월 1일 ~ 2001년 3월 31일 | 매일 저녁 8시 45분 ~ 밤 9시 15분 (20분)                                       |
| EBS 1TV   | 2001년 4월 1일 ~ 2001년 8월 24일  | 평일 밤 9시 45분 ~ 10시 (15분)                                                |
| EBS 1TV   | 2001년 8월 27일 ~ 2003년 8월 29일 | 평일 밤 9시 50분 ~ 10시 (10분)                                                |
| EBS 1TV   | 2007년 9월 3일 ~ 2008년 2월 22일  | 평일 오후 9시 40분 ~ 9시 50분 (10분)                                          |
| EBS 1TV   | 2008년 2월 25일 ~ 2009년 8월 21일 | 평일 오후 9시 30분 ~ 9시 45분 (15분)                                          |
| EBS 1TV   | 2009년 8월 24일 ~ 2013년 2월 22일 | 평일 오후 8시 30분 ~ 8시 50분 (20분)                                          |
| EBS 1TV   | 2013년 2월 25일 ~ 2014년 2월 21일 | 평일 오후 7시 ~ 7시 20분 (20분)                                               |
| EBS 1TV   | 2014년 2월 24일 ~ 2017년 2월 24일 | 평일 오후 7시 30분 ~ 7시 50분 (20분)                                          |
| EBS 1TV   | 2017년 8월 28일 ~ 2019년 5월 24일 | 평일 오후 7시 30분 ~ 7시 50분 (20분)                                          |
| EBS 1TV   | 2017년 2월 27일 ~ 2017년 8월 25일 | 평일 오후 7시 30분 ~ 7시 55분 (25분)                                          |
| EBS 1TV   | 2019년 5월 27일 ~ 2023년 3월 31일 | 평일 오후 5시 ~ 5시 20분 (20분)                                               |
| EBS 1TV   | 2023년 4월 3일 ~ 2023년 8월 25일  | 평일 오후 6시 40분 ~ 7시 (20분)                                               |
| EBS 1TV   | 2023년 8월 28일 ~ 현재            | 평일 오후 6시 10분 ~ 6시 30분 (20분)                                          |

## 앵커
| 역대 | 진행자 | 진행자 | 진행 기간                         | 비고  |
| 역대 | 남성   | 여성   | 진행 기간                         | 비고  |
| ---- | ------ | ------ | --------------------------------- | ----- |
| 1대  | 빈칸   | 박보경 | 2007년 9월 3일 ~ 2012년 3월 30일  | [ 1 ] |
| 2대  | 강승화 | 유나영 | 2012년 4월 2일 ~ 2012년 7월 13일  | [ 2 ] |
| 3대  | 용경빈 | 유나영 | 2012년 7월 23일 ~ 2021년 8월 27일 | [ 3 ] |
| 4대  | 용경빈 | 빈칸   | 2021년 8월 30일 ~ 2022년 3월 4일  |       |
| 5대  | 빈칸   | 이혜정 | 2022년 3월 7일 ~ 2022년 12월 30일 |       |
| 6대  | 빈칸   | 서현아 | 2023년 1월 2일 ~ 현재             | [ 4 ] |

## 타이틀 변천사
| 기수 | 프로그램 타이틀  | 방송 기간                        |
| ---- | ---------------- | -------------------------------- |
| 1기  | EBS 교육소식     | 1993년 3월 1일 ~ 1996년 3월 1일  |
| 2기  | EBS 교육문화소식 | 1996년 3월 4일 ~ 1997년 8월 29일 |
| 3기  | EBS 교육문화뉴스 | 1997년 9월 1일 ~ 2003년 8월 29일 |
| 4기  | EBS 정보마당     | 2007년 9월 3일 ~ 2008년 2월 22일 |
| 5기  | EBS 저녁뉴스     | 2008년 2월 25일 ~ 현재           |

## 같이 보기
- EBS 교육문화뉴스
- EBS 정보마당